# Recopa Gaúcha de 2021
A Recopa Gaúcha de 2021 foi disputada entre o Grêmio, campeão do Gauchão de 2020 e o Santa Cruz, campeão da Copa FGF de 2020.A partida foi disputada no dia 6 de junho em jogo único. O Grêmio ganhou a partida com o placar de três a zero, sagrando-se campeão da Recopa Gaúcha pela segunda vez.

## Participantes
| Clube         | Cidade            | Classificação                        | Participação | Melhor resultado |
| ------------- | ----------------- | ------------------------------------ | ------------ | ---------------- |
| Grêmio        | Porto Alegre      | Campeão do Campeonato Gaúcho de 2020 | 3ª           | Campeão (2019)   |
| Santa Cruz-RS | Santa Cruz do Sul | Campeão da Copa FGF de 2020          | 1ª           | Estreante        |

## Partida

### Jogo único
| 6 de junho | Grêmio                                                       | 3 – 0     | Santa Cruz-RS | Arena do Grêmio, Porto Alegre         |
| 10:30      | Guilherme Azevedo 52' · Léo Pereira 64' · Jhonata Robert 90' | Relatório |               | Árbitro: RS Erico Andrade de Carvalho |

| Grêmio | Santa Cruz |